# Élection présidentielle malienne de 2013
L'élection présidentielle malienne de 2013 se tient le 28 juillet 2013 et le 11 août afin d'élire le président de la république du Mali. 
Initialement prévue en 2012, l'élection présidentielle est reportée en raison du coup d’État militaire qui a renversé le président Amadou Toumani Touré dans la nuit du 21 au 22 mars 2012, alors que le nord du Mali est en proie à une insurrection armée menée par le Mouvement national pour la libération de l'Azawad et des organisations armées djihadistes.

## Contexte
Le second mandat du président Amadou Toumani Touré, élu le 12 mai 2002 et réélu le 29 avril 2007, s'achevait en 2012. Conformément à la Constitution qui limite le nombre de mandat à deux, le président sortant confirme lors d'une conférence de presse le 12 juin 2011 qu'il ne se représentera pas.
Le 17 janvier 2012, les rebelles touaregs du Mouvement national pour la libération de l'Azawad (MNLA) attaquent l’armée malienne à Ménaka. C’est le début d’une nouvelle insurrection menée par un mouvement renforcé en hommes et en armes par le retour des touaregs engagés dans l’armée libyenne après la chute du régime de Mouammar Kadhafi. Le MNLA réclame l’indépendance des trois régions situées au Nord du Mali : Kidal, Gao et Tombouctou. Par manque de moyens, l’armée malienne subit des revers face aux combattants du MNLA.
Le 24 janvier, le MNLA attaque la ville d’Aguel'hoc. Le gouvernement malien accuse le MNLA d’être allié avec des membres d'Al-Qaïda au Maghreb islamique. Accusés de crimes de guerre pour avoir assassiné des militaires maliens prisonniers, les rebelles, par la voix du MNLA, rejettent ces accusations.
En deux mois, plus de 200 000 Maliens fuient les combats et se réfugient en grande partie dans les pays voisins.
Fin janvier et début février, des manifestations de femmes de soldats ont lieu à Bamako, Kati et Ségou pour protester contre la gestion de la crise par les autorités.
Alors que des civils touaregs sont pris pour cibles à Bamako et Kati, le président de la République intervient à la télévision pour appeler à ne pas faire l’amalgame entre les populations touarègues et le MNLA,,.
Dans la nuit du 10 au 11 mars, le MNLA prend le contrôle du camp militaire de Tessalit, considéré comme stratégique en raison de la présence d’une piste d’atterrissage.
Le mouvement islamique Ansar Dine, créé par Iyad Ag Ghali, figure des rébellions touarègues des années 1990 au Mali, combat aux côtés du MNLA. Il affirme contrôler les localités d’Aguel’hoc et de Tessalit et veut imposer la charia au Mali.
Le 21 mars 2012, une mutinerie de soldats éclate à Bamako et à Gao. Ils protestent contre la gestion gouvernementale de la guerre et leur manque de moyens. Le même jour, des mutins investissent le palais présidentiel et le siège de l'Office de radiodiffusion télévision du Mali. Le président Amadou Toumani Touré est renversé.
La constitution est alors suspendue et un Comité national pour le redressement de la démocratie et la restauration de l’État (CNRDR) présidé par le capitaine Amadou Haya Sanogo est mis en place. Ce coup d'État est condamné par les principaux partis politiques et la communauté internationale. Sous la pression, les putschistes acceptent la mise en place d'une période de transition. Le 8 avril, le président renversé Amadou Toumani Touré démissionne officiellement. Le 12 avril, Dioncounda Traoré, président de l'Assemblée nationale, devient président par intérim. La transition est prévue pour une durée d'un an. Il nomme Modibo Diarra au poste de Premier ministre et le charge de former un gouvernement d'union nationale. La crise perdure, les putschistes continuant à intervenir dans la vie politique. Après avoir nommé deux gouvernements d'union nationale, Modibo Diarra est contraint par les putschistes de démissionner le 11 décembre 2012. Diango Cissoko est alors nommé Premier ministre.
Dans le nord du pays, profitant de la confusion institutionnelle et politique, le MNLA allié avec les mouvements djihadistes parvient à conquérir les trois régions du nord du Mali. Le 6 avril, par un communiqué publié sur son site, le MNLA proclame « irrévocablement, l’État indépendant de l’Azawad à compter de ce jour »,,.
Des dissensions apparaissent entre le MNLA et Ansar Dine, allié d'Al-Qaïda au Maghreb islamique (AQMI) et du Mouvement pour l'unicité et le jihad en Afrique de l'Ouest (Mujao). Les djihadistes prennent le dessus et contrôlent le nord du Mali. En janvier 2013, alors qu'ils tentent de descendre vers le sud du pays, la France s'engage militairement à la demande du président par intérim Dioncounda Traoré. Avec le soutien militaire de plusieurs pays africains, dont principalement le Tchad, les armées française et malienne arrivent à contenir l'avancée des djihadistes puis à reconquérir le nord du Mali, à l’exception de Kidal dont le MNLA a repris le contrôle
À l'initiative de la France, la communauté internationale engage un soutien financier important pour la reconstruction du Mali, de son armée et de l'administration ainsi que des services publics détruits au Nord du pays, et demande au Mali d'organiser pour le mois de juillet 2013 au plus tard une élection présidentielle permettant de clore la transition politique. Malgré les difficultés (insécurité persistant au Nord, région de Kidal toujours sous contrôle du MNLA, nombre important de déplacés et de réfugiés) et face à la pression de la France et de la communauté internationale, le gouvernement accepte cette demande. Les négociations entre les autorités maliennes et le MNLA reprennent sous la médiation du président burkinabé Blaise Compaoré afin de permettre le cantonnement puis le désarmement des groupes armés, le retour de l'armée et de l'administration malienne et la tenue des élections sur l'ensemble du territoire malien, y compris Kidal.

## Mode de scrutin
Le président malien est élu au scrutin uninominal majoritaire à deux tours pour un mandat de cinq ans renouvelable une seule fois.

## Élection prévue en 2012
Le premier tour était fixé au 29 avril et, si aucun candidat n'obtenait la majorité absolue des suffrages exprimés à l'issue du premier tour, le second tour devait se tenir le 13 mai suivant. Le premier tour était couplé avec le référendum sur la révision de la Constitution.

### Polémiques sur l'organisation du scrutin
En 2011, plusieurs polémiques se sont déclenchées concernant l'organisation du scrutin, notamment le fichier électoral et la composition de la Commission électorale nationale indépendante.
Pour constituer le fichier électoral, le gouvernement a décidé de se servir du fichier issu du Recensement administratif à caractère électoral (Race), fichier qu’il convient d’améliorer selon le ministre de l’Administration territoriale et des Collectivités locales, le général Kafougouna Koné. La majorité des partis politiques est favorable à l’utilisation d’un fichier issu du Recensement administratif à vocation d’état civil (Ravec) jugé plus fiable. Or le gouvernement considère que ce second fichier pose un certain nombre de difficultés dont le non recensement des Maliens vivant en Côte d’Ivoire et le nombre important de corrections à y apporter dans un délai très court, ainsi que le coût de l’utilisation de ce fichier estimé à 41 milliards de francs CFA. Lors d’une réunion de concertation entre le gouvernement et les partis politiques le 3 janvier 2012, le directeur national de l'Intérieur au ministère de l'Administration territoriale et des Collectivités locales, Bassidi Coulibaly, a reconnu la faible influence des citoyens pour la révision des listes électorales.
La Commission électorale nationale indépendante (CENI) est une institution chargé de contrôler l’organisation et le bon déroulement des élections. Des représentants des partis politiques y siègent. Dix sièges sont prévues à répartir équitablement entre l’opposition et la majorité. Une polémique a lieu entre les partis de la majorité et les partis se réclamant de l’opposition. Pour la majorité, il faut tenir compte de la représentativité des partis politiques et proposent neuf représentants pour la majorité, à laquelle appartient 143 députés sur 147 et un seul pour l’opposition, représentait à l’Assemblée nationale par un seul parti, Solidarité africaine pour la démocratie et l'indépendance (Sadi) et ses quatre députés. Alors que plusieurs partis de l’opposition extraparlementaire (UNPR, Bara, MPLO, ADCAM, RJP, CD, CNU - Faso-jo-ton) réclament cinq sièges pour l’opposition et cinq pour la majorité. Le 7 septembre 2011, le gouvernement adopte, en conseil des ministres, sur proposition du ministre de l’Administration territoriale et des Collectivités locales, le général Kafougouna Koné, le décret portant nomination des membres de la Commission électorale nationale indépendante. Parmi les 10 représentants des partis politiques, un seul représente l'opposition, Moussa Konaté du Parti social démocrate, non représenté à l'Assemblée nationale. L'opposition, considérant que ce décret ne respecte par l'esprit de la loi électorale de 2006 qui prévoit un partage équitable entre la majorité et l'opposition a saisi la Cour suprême. Le 11 octobre, la Cour suprême a débouté les plaignants,.
Le 20 septembre 2011, Mamadou Diamoutani, docteur en mathématiques et secrétaire général du Haut Conseil islamique du Mali, a été élu président de la Ceni.

### Candidatures
Les candidats devaient remettre auprès de la Cour constitutionnelle la déclaration de candidature qui doit recueillir la signature légalisée d’au moins dix députés ou cinq élus communaux dans chacune des régions et du district de Bamako. Un élu ne peut soutenir plus d’un candidat. Chaque candidat doit déposer une caution de dix millions de francs CFA, remboursable à 50 % pour les candidats ayant obtenu 5 % au moins des suffrages exprimés lors du 1er tour de l’élection présidentielle.
Plusieurs candidats avaient déclaré leur intention de se présenter et/ou ont été investis par leur parti. Leur candidature devra être validée par la Cour constitutionnelle.
- Jamille Bittar, premier vice-président du Parti pour le développement économique et social du Mali (PDES), a annoncé le 30 janvier 2012 sa candidature à l'élection présidentielle. Le président de la Chambre de commerce et d’industrie et du Conseil économique et social est soutenu par l’Union des mouvements et associations du Mali, créée deux mois auparavant[31].
- Soumaïla Cissé, ancien ministre, ancien président de l'Union économique et monétaire ouest-africaine, candidat investi le 18 septembre 2011 par l'Union pour la République et la démocratie, soutenu par plusieurs partis et clubs politiques[32], a été le premier à déposer son dossier de candidature auprès de la Cour constitutionnelle[33].
- Aminata Niamoto Diakité déclare sa candidature le 18 février 2012, investie par le parti humaniste Adamaden Ya Ton[34].
- Sidibé Aminata Diallo, ancienne ministre de l’Éducation, déjà candidate lors de la précédente élection en 2007, est investie le 24 décembre 2011 par le Rassemblement pour l'éducation à l'environnement et au développement durable (REDD)[35].
- Modibo Diarra, astrophysicien malien ayant travaillé à la Nasa et président de Microsoft Afrique. Le 6 mars 2011, il présente à Bamako la formation politique qu’il vient de créer en vue de l’élection présidentielle de 2012, le Rassemblement pour le développement du Mali (RPDM)[36].
- Mamadou Djigué dit Jeff annonce le 22 septembre 2011 sa candidature sous les couleurs du Mouvement des jeunes pour le changement et le développement (MJCD). Cette annonce s'est faite lors d’un meeting organisé au Centre international de conférence de Bamako, en présence de son père Ibrahima N’Diaye, premier vice-président de l'Alliance pour la démocratie au Mali-Parti africain pour la solidarité et la justice[37].
- Housseini Amion Guindo, dit « Poulo », président de la Convergence pour le développement du Mali, est désigné le 14 septembre 2011par le groupement politique PUR (Partis unis pour la République) candidat à l'élection présidentielle[38].
- Tidiane Guindo, avocat, a annoncé sa candidature au nom d'un nouveau parti politique Mali Dambé le 23 février 2012[39].
- Ibrahim Boubacar Keïta, ancien Premier ministre, ancien président de l'Assemblée nationale et président du Rassemblement pour le Mali (RPM) a été investi le 14 janvier 2012[40]. Candidat lors des deux précédentes élections présidentielles en 2002 et 2007, il bénéficie du soutien de quinze partis politiques qui ont signé le 12 janvier 2012 un protocole d’accord en vue de « constituer un pôle républicain et démocratique fort et stable »: Mouvement pour l'indépendance, la renaissance et l'intégration africaine (Miria), de l’Union des Maliens pour le progrès (UMP), de l’Union malienne-rassemblement démocratique africain, du Front africain pour la mobilisation et l'alternance (Fama), du Rassemblement des démocrates républicains (RDR), du Rassemblement pour la justice au Mali (RJD), Parti Sigikafo Oyédamouyé (PSO), de la Concertation démocratique, du Parti de la différence au Mali (PDM), du Parti socialiste et démocratique du Mali (PSDM), du Parti populaire pour le progrès (PPP), du PPM, du MPLO, du RUP, de l'Action démocratique pour le changement et l'alternance au Mali (ADCAM) et du Rassemblement pour le Mali (RPM)[41].
- Aguibou Koné, ancien leader estudiantin, annonce le 25 janvier 2012 qu’il se présentera à l’élection présidentielle de 2012 pour défendre les couleurs d’une organisation politique dénommée « A Yèlè » (« ouvrir » en langue nationale bambara)[42],[43].
- Le parti Yéléma, réuni en congrès à Kayes a investi Moussa Mara le 15 octobre 2011[44].
- Oumar Mariko, député, investi le 26 juin 2011 par le parti Solidarité africaine pour la démocratie et l'indépendance. Il a déjà été candidat lors des deux précédentes élections présidentielles en 2002 et 2007 souhaite dans son programme « bâtir un État démocratique fort, respectueux des valeurs républicaines, et de la répartition équitables des ressources du pays »[45].
- Achérif Ag Mohamed, désigné le 12 novembre 2011 par l'Union nationale pour le travail et le développement[46].
- Soumana Sako, ancien Premier ministre et président de la Convention nationale pour une Afrique solidaire (CNAS) a déclaré sa candidature le 18 décembre 2011[47].
- Niankoro Yeah Samaké, maire de la commune rurale de Ouélessébougou, a déclaré le 12 novembre 2011 sa candidature à l'élection présidentielle au nom du Parti pour l’action civique et patriotique (PACP), un nouveau parti politique[48].
- Modibo Sidibé, ancien Premier ministre, a annoncé sa candidature le 17 janvier 2012[49]. Modibo Sidibé a reçu le 6 mars 2012 le soutien de 15 partis politiques regroupés au sein de l'Alliance pour la démocratie, le progrès et la solidarité (ADPS) dont le porte-parole est Me Mamadou Gakou président de la Convention parti du peuple (Copp)[50].
- Le parti Avenir et développement du Mali (ADM) a investi son président Madani Tall le 11 mars 2012 à la Grande Mosquée de Bamako[51].
- Mountaga Tall a été investi le 15 janvier 2012 à Bamako candidat par le Congrès national d'initiative démocratique (CNID). L'avocat a été candidat aux élections présidentielles de 1992, 2002 et 2007[52].
- Cheick Bougadary Traoré, président de la Convergence africaine pour le renouveau (CARE), a été investi candidat de son parti le 28 janvier 2012. Cheick Bougadary Traoré est le fils de chef d'État Moussa Traoré[53].
- Dioncounda Traoré, président de l’Assemblée nationale, investi par l’Alliance pour la démocratie au Mali-Parti africain pour la solidarité et la justice (Adéma-Pasj) le 30 juillet 2011[54],[55]. Il est soutenu par quinze autres partis politiques qui ont décidé de s'allier à l'Adéma-Pasj. Il s'agit de l'Alliance malienne pour le travail (Amt), du Parti démocratique pour la justice (Pdj), du Mouvement pour la démocratie et le développement (Mdd), du Parti concertation démocratique (Pcd), du Parti social démocratique (Psd), du Front populaire pour la démocratie (Fpd), du Rassemblement constitutionnel démocratique (Rcd), du Psr, de l’Association politique Yêrêko, du Parti pour la justice et la démocratie directe (Pjdd), du Parti pour l’éducation, la culture et la santé (Pecs), du Parti démocratique de développement (Pdd), du Parti écologique pour l’intégration (Pei), du parti pour la démocratie et le progrès (Pdp) et de l’Ufp[56]. Le 25 février 2012, l'Union pour la démocratie et le développement (UDD) a également annoncé à Koutiala son soutien à Dioncounda Traoré[57].

## Élection de 2013

### Calendrier

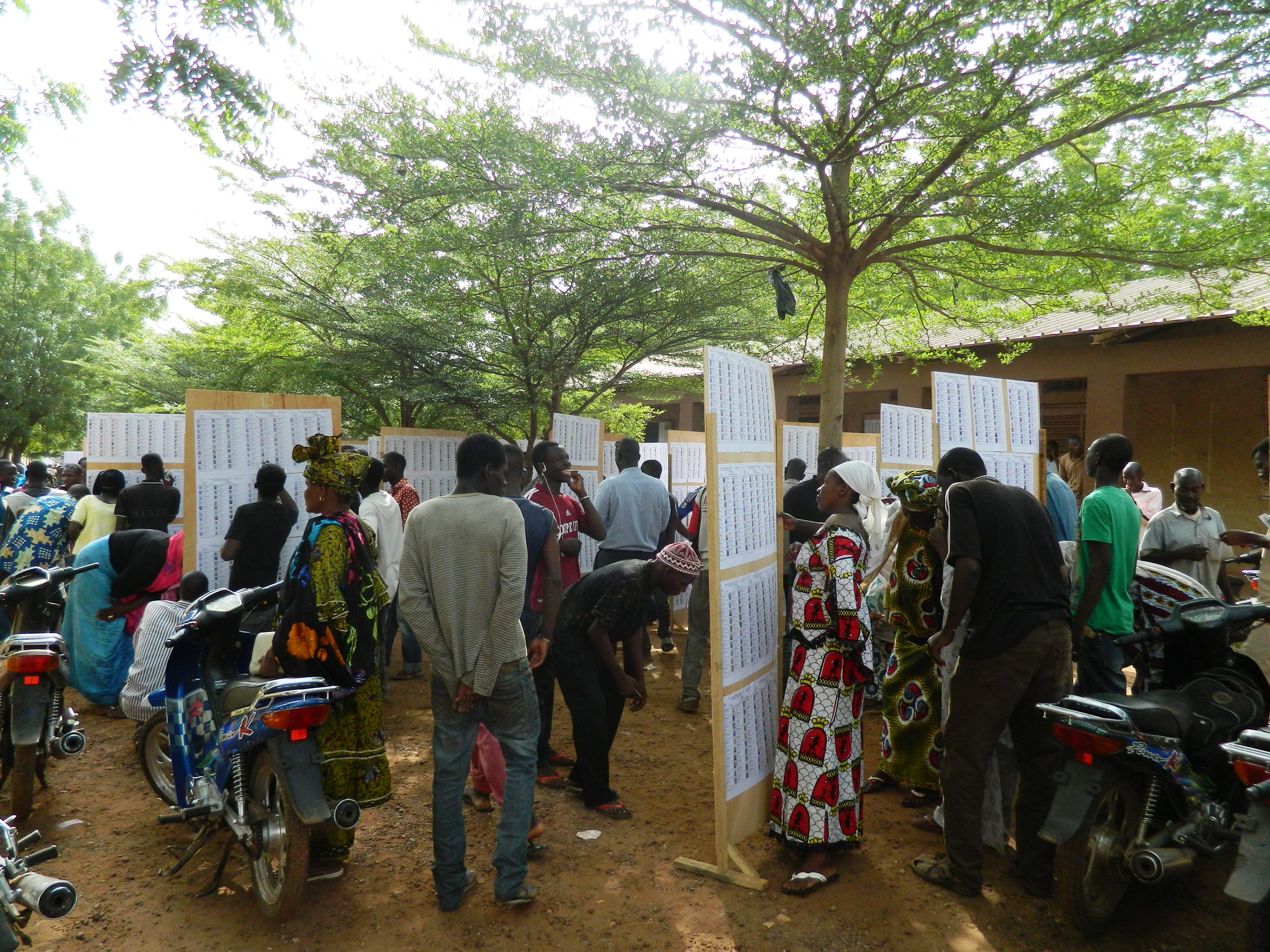
Élections à Bamako

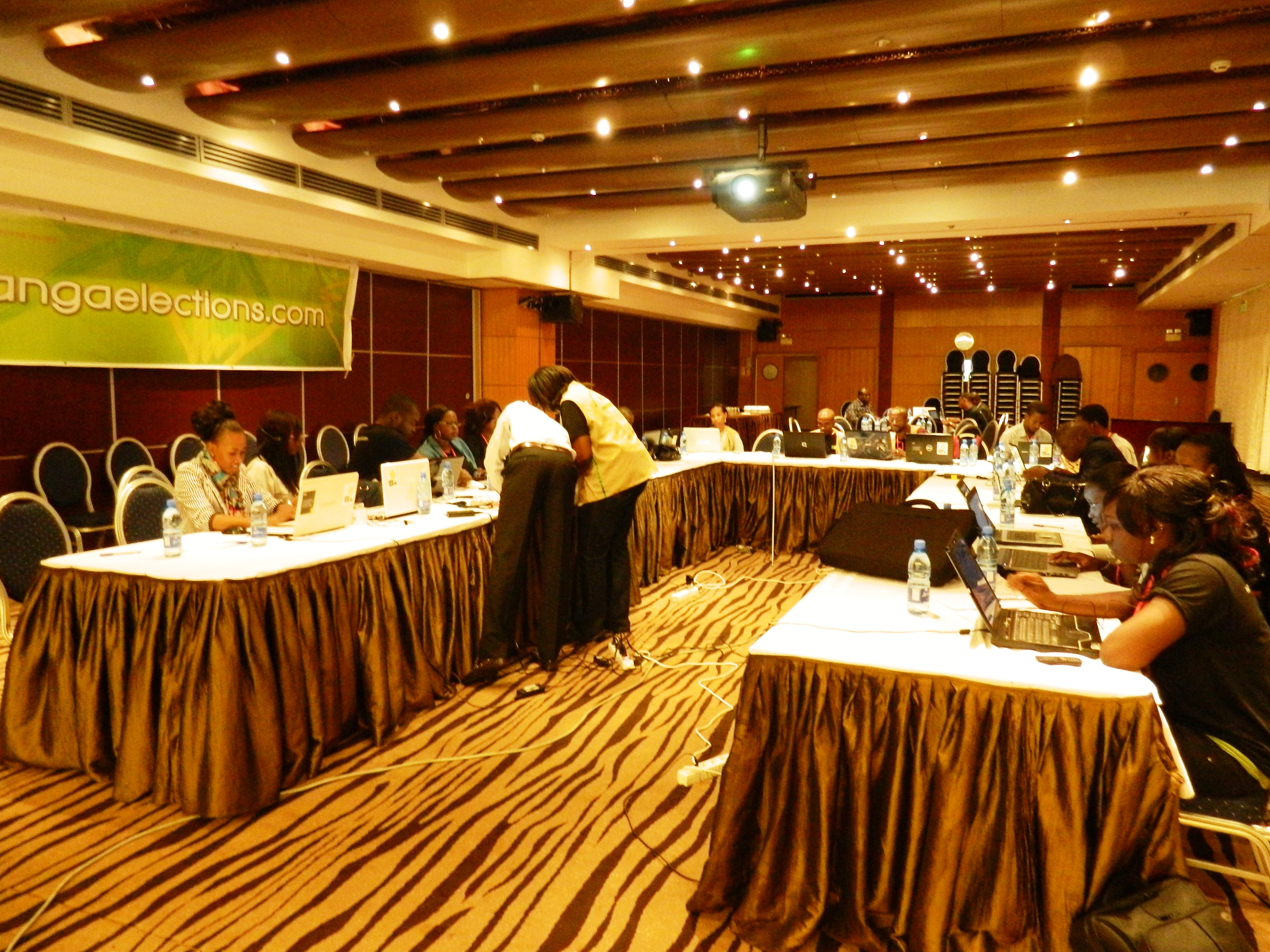
Chambre technique du Pôle d'observation citoyenne électorale (POCE)

La loi électorale adoptée le 27 mai 2013 en Conseil des ministres prévoit l'organisation du premier tour le dimanche 28 juillet. En cas de nécessité, un second tour sera organisé le 11 août suivant.
La campagne électorale officielle pour le premier tour a eu lieu du 7 au 26 juillet. Celle pour l'éventuelle second tour a débuté au lendemain de la proclamation des résultats définitifs du premier tour, soit le 8 août et s'est clôturé le 9 août.

### Organisation du scrutin
Le ministère de l'Administration territoriale est chargé de l'organisation du scrutin. Il se déroule sur toute l'étendue du territoire malien, ainsi que dans les représentations diplomatiques et consulaires pour les Maliens de l'étranger.
La bonne tenue du fichier électoral est confiée à la délégation générale aux élections. La Commission nationale électorale indépendante (Céni) veille au bon déroulement du scrutin.
Le fichier électoral biométrique est constitué à partir des données du recensement administratif à vocation d'état civil (Ravec) effectué en 2010. Sur ce fichier figure les données d'état civil ainsi que la photo et l'empreinte digitale de chaque électeur. Les nouvelles cartes d'identité appelées Nina et confectionnées pour l'occasion servent de carte d'électeur.

### Candidats
Plusieurs personnalités politiques maliennes ont annoncé leur candidature dont la plupart étaient déjà candidates lors du scrutin avorté de 2012. Le 29 juin 2013, la Cour constitutionnelle, chargée de valider les dossiers, annonce qu'elle a reçu 36 candidatures, dont 2 femmes. Cependant, huit candidatures ont été rejetées par la Cour constitutionnelle pour défaut de paiement de la caution de dix millions de francs CFA ou insuffisance de parrainages (dix députés ou cinq élus communaux dans chacune des régions et du district de Bamako. Parmi elles, la candidature de Sidibé Aminata Diallo, déjà candidate en 2007 et ancienne ministre de l’Éducation de base, de l’Alphabétisation et des Langues nationales.
Les candidats retenus sont :
- Jeamille Bittar, président de la Chambre du commerce du Mali, président du Conseil économique, social et culturel (CESC), candidat de l'Union des mouvements et alliances pour le Mali (UMAM)[61].
- Haïdara Aïssata Cissé dite Chato, députée du Cercle de Bourem, investie le 15 juin 2013 et reçoit le soutien d'organisations féminines et de jeunesse et de onze partis politiques[62].
- Soumaïla Cissé, ancien ministre, ancien président de l'Union économique et monétaire ouest-africaine, candidat de l’Union pour la République et la démocratie (URD)[63].
- Youssouf Cissé, magistrat, se présente comme indépendant, avec le soutien de la Convergence des initiatives pour le changement (MCIC)[64].
- Sibiry Coumaré, candidat du parti Synergie des initiatives pour la renaissance africaine (Sira).
- Dramane Dembélé, ingénieur, investi le 14 avril 2013 candidat par l'Alliance pour la démocratie au Mali-Parti africain pour la solidarité et la justice (Adema-PASJ)[65].
- Modibo Diarra, astrophysicien, ancien Premier ministre de la transition malienne.
- Siaka Diarra, candidat de l’Union des forces démocratiques (UFD)
- Tiébilé Dramé, ancien ministre, président du Parti pour la renaissance nationale.
- Housseini Amion Guindo dit Poulo, député du Cercle de Sikasso, président de la Convergence pour le développement du Mali, soutenu par la coalition Partis unis pour la République (Pur)[66].
- Cheick Keïta, ancien directeur général des douanes du Mali. candidat de l'Union pour la démocratie et l’alternance (UDA).
- Ibrahim Boubacar Keïta, ancien Premier ministre, président du Rassemblement pour le Mali.
- Alhousseïni Maïga, Alhousseini Maïga, dit Abba, président du Parti pour une nouvelle Afrique (Panafrik).
- Choguel Maïga, ancien ministre, candidat du Mouvement patriotique pour le renouveau (MPR)
- Moussa Mara, maire de la commune IV de Bamako, investi par le parti Yéléma dont il est le président[67].
- Oumar Mariko, médecin, député, candidat du parti Solidarité africaine pour la démocratie et l'indépendance (Sadi)
- Niankoro Yeah Samaké, maire de Ouélessébougou, candidat du Parti pour l'action civique et patriotique (PACP)[68].
- Soumana Sako dit Zou, ancien Premier ministre, candidat de la Convention Nationale pour une Afrique Solidaire (CNAS- Faso Hèrè).
- Mamadou Bakary Sangaré, candidat de la Convention sociale démocrate (CDS Mogotiguiya)
- Konimba Sidibé, ancien ministre, député du Cercle de Dioïla, candidat du Mouvement destin commun[69].
- Modibo Sidibé, ancien Premier ministre, candidat du parti Forces alternatives pour le renouveau et l'émergence (FARE An Ka Wuli)[70].
- Hamed Sow, ancien ministre, candidat du Rassemblement travailliste pour le développement.
- Mountaga Tall, avocat, député du Cercle de Ségou, candidat du Congrès national d'initiative démocratique
- Racine Seydou Thiam, candidat de la Convergence d’action pour le peuple (CAP)[71].
- Oumar Bouri Touré, dit « Billy », député du Cercle de Goundam, candidat du Groupe d’action démocratique pour le Mali (GAD).
- Oumar Ibrahima Touré, ancien ministre, candidat de l'Alliance pour la république
- Cheick Boucadry Traoré, fils de l'ancien président Moussa Traoré, candidat de la Convergence africaine pour le renouveau (CARE).
- Ousmane Ben Fana Traoré, candidat du Parti citoyen pour le renouveau.

### Premier tour
Le 8 juillet, Tiébilé Dramé demande un report du scrutin à la Cour constitutionnelle, considérant qu'il y a violation de la loi électorale, le collège électoral ne pouvant être convoqué tant que les listes électorales ne sont pas établies sur l'ensemble du territoire national, ce qui serait le cas dans les 13 communes de la région de Kidal. Le 17 juillet, au cours d'une conférence de presse, il déclare retirer sa candidature « parce que les conditions d'une élection régulière ne sont pas réunies ».
Le premier tour se déroule le 28 juillet dans le calme malgré de nombreux cafouillages, des électeurs cherchant désespérément leur bureau de vote. Pour les expatriés en France, le scrutin s'est déroulé dans une grande désorganisation, empêchant de nombreux électeurs de voter, RFI évoquant ainsi une « cacophonie » devant le consulat de Bagnolet, en Seine-Saint Denis,. 
Les observateurs de l'Union économique et monétaire ouest-africaine (UEMOA) se déclarent satisfait du déroulement du premier tour remarquant cependant la difficulté pour les électeurs à trouver leur bureau de vote ainsi que des dysfonctionnements comme le manque d'isoloirs dans certains bureaux de vote.
La mission d'observation de l'Union africaine, conduite par Edem Kodjo, ancien Premier ministre togolais a constaté « un scrutin homogène malgré quelques petites imperfections, qui cependant n'entachent pas la bonne tenue du scrutin ».
Catherine Ashton, haute représentante de l'Union européenne, « malgré des conditions difficiles, l’administration malienne a fait preuve de détermination pour garantir la transparence et la crédibilité des élections ». Le président français François Hollande s'est félicité du « bon déroulement du scrutin présidentiel malien, marqué par une mobilisation importante et une absence d’incident majeur ».
Le 30 juillet, le ministre de l'Administration territoriale, le colonel Moussa Sinko Coulibaly annonce que les premiers résultats officiels portant sur un tiers du dépouillement donne une avance importante au candidat Ibrahim Boubacar Keïta et affirme que « si ces écarts sont confirmés, il n'y aura pas de deuxième tour ». Ces résultats partiels sont immédiatement contestés par l'URD de Soumaïla Cissé.
Le 2 août les résultats complets provisoires sont annoncés par le ministre de l'Administration territoriale. Ibrahim Boubacar Keïta arrive largement en tête avec plus de 39,24 % des voix devant Soumaïla Cissé qui obtient 19,44 % des suffrages exprimés. Le candidat de l'Adéma-Pasj Dramane Dembélé arrive en troisième position avec 9,59 % des voix
Le 2 août, prenant acte des résultats provisoires le plaçant deuxième, le Soumaïla Cissé déplore la mauvaise organisation du premier tour en déclarant que « l’arbre de la grande mobilisation du peuple malien, le 28 juillet, ne doit pas cacher la forêt de l’impréparation, de la mauvaise organisation de la fraude qui ont caractérisé le premier tour de l’élection présidentielle » et demande que « ces ratés, ces dysfonctionnements, cette mauvaise organisation dont la responsabilité incombe au seul gouvernement, soient corrigés avant le second tour ».
Le 7 août 2013, la Cour constitutionnelle a proclamé les résultats définitifs:

### Résultats
| Candidats                      | Partis                                                                              | Premier tour | Premier tour | Second tour | Second tour |  |
| Candidats                      | Partis                                                                              | Votes        | %            | Votes       | %           |  |
| ------------------------------ | ----------------------------------------------------------------------------------- | ------------ | ------------ | ----------- | ----------- |  |
| Ibrahim Boubacar Keïta         | Rassemblement pour le Mali                                                          | 1 175 769    | 39,79        | 2 355 394   | 77,62       |  |
| Soumaïla Cissé                 | Union pour la République et la démocratie                                           | 582 127      | 19,70        | 679 069     | 22,38       |  |
| Dramane Dembélé                | Alliance pour la démocratie au Mali-Parti africain pour la solidarité et la justice | 286 929      | 9,71         |             |             |  |
| Modibo Sidibé                  | Forces alternatives pour le renouveau et l'émergence                                | 146 839      | 4,97         |             |             |  |
| Housseini Amion Guindo         | Convergence pour le développement du Mali                                           | 140 345      | 4,75         |             |             |  |
| Oumar Mariko                   | Solidarité africaine pour la démocratie et l'indépendance                           | 75 875       | 2,57         |             |             |  |
| Choguel Maïga                  | Mouvement patriotique pour le renouveau                                             | 69 767       | 2,36         |             |             |  |
| Modibo Diarra                  | Rassemblement pour le développement du Mali                                         | 63 320       | 2,14         |             |             |  |
| Jamille Bittar                 | Union des mouvements et alliances pour le Mali                                      | 52 216       | 1,77         |             |             |  |
| Mountaga Tall                  | Congrès national d'initiative démocratiquee                                         | 45 384       | 1,54         |             |             |  |
| Moussa Mara                    | Yéléma                                                                              | 45 227       | 1,53         |             |             |  |
| Mamadou Bakary Sangaré         | Convention sociale démocrate                                                        | 31 803       | 1,08         |             |             |  |
| Soumana Sako                   | Convention nationale pour une Afrique solidaire                                     | 26 524       | 0,90         |             |             |  |
| Oumar Ibrahima Touré           | Alliance pour la république                                                         | 25 235       | 0,85         |             |             |  |
| Haïdara Aïchata Alassane Cissé | Alliance Chato 2013                                                                 | 22 274       | 0,75         |             |             |  |
| Niankoro Yeah Samaké           | Parti pour l'action civique et patriotique                                          | 17 007       | 0,58         |             |             |  |
| Konimba Sidibé                 | Mouvement destin commun                                                             | 16 780       | 0,57         |             |             |  |
| Hamed Sow                      | Rassemblement travailliste pour le développement                                    | 16 763       | 0,57         |             |             |  |
| Racine Seydou Thiam            | Convergence d’action pour le peuple                                                 | 16 153       | 0,55         |             |             |  |
| Oumar Boury Touré              | Groupe d’action démocratique pour le Mali                                           | 15 738       | 0,53         |             |             |  |
| Ousmane Ben Traoré             | Parti citoyen pour le renouveau                                                     | 15 640       | 0,53         |             |             |  |
| Cheick Keïta                   | Union pour la démocratie et l’alternance                                            | 14 623       | 0,49         |             |             |  |
| Siaka Diarra                   | Union des forces démocratiques                                                      | 14 281       | 0,48         |             |             |  |
| Youssouf Cissé                 | Convergence des initiatives pour le changement                                      | 12 258       | 0,41         |             |             |  |
| Cheick Boucadry Traoré         | Convergence africaine pour le renouveau                                             | 9 177        | 0,31         |             |             |  |
| Sibiri Coumare                 | Synergie des initiatives pour la renaissance africaine                              | 9 051        | 0,31         |             |             |  |
| Alhousseïni Maiga              | Parti pour une nouvelle Afrique                                                     | 8 159        | 0,28         |             |             |  |
|                                |                                                                                     |              |              |             |             |  |
| Votes valides                  | Votes valides                                                                       | 2 955 264    | 88,34        | 3 034 463   | 97,16       |  |
| Votes blancs et nuls           | Votes blancs et nuls                                                                | 389 989      | 11,66        | 88 664      | 2,84        |  |
| Total                          | Total                                                                               | 3 345 253    | 100          | 3 123 127   | 100         |  |
| Abstention                     | Abstention                                                                          | 3 484 443    | 51,02        | 3 706 569   | 54,27       |  |
| Inscrits / participation       | Inscrits / participation                                                            | 6 829 696    | 48,98        | 6 829 696   | 45,73       |  |

### Second tour
L'annonce des résultats définitifs du premier tour le 7 août 2013 déclenche le début de la campagne officiel le lendemain, une campagne très courte de 48 heures alors que les maliens, très majoritairement musulmans, célèbrent la fin du ramadan. Soumaïla Cissé propose à son adversaire l'organisation d'un débat mais Ibrahim Boubacar Keïta décline la proposition, son état-major évoquant un problème de temps pour le préparer.
La plupart des candidats éliminés au premier tour ont rallié l'un de deux finalistes.
Le 3 août, Dramane Dembélé, candidat arrivé en troisième position, a appelé à voter pour Ibrahim Boubacar Keïta, contredisant la consigne donné par son parti l'Adéma-Pasj. Il justifie ce ralliement par l'appartenance commune de l'Adéma-Pasj et du RPM à l'Internationale socialiste et le partage des « mêmes valeurs de gauche ».
Le 5 août, la Convergence pour le développement du Mali et son candidat Housseini Amion Guindo, apporte leur soutien à Ibrahim Boubacar Keïta. Le même jour, six candidats, Moussa Mara du parti YELEMA, Racine Thiam de la CAP, Ousmane Ben Fana Traoré du PCR, Sibiri Koumaré de SIRA, Siaka Diarra de l’UFD et Alhousseiny Maïga de PANAFRIK forment un collectif appelant à voter pour Ibrahim Boubacar Keïta.
Oumar Mariko et son parti Solidarité africaine pour la démocratie et l'indépendance (Sadi), Mamadou Blaise Sangaré, (CDS), Oumar Bouri Touré (GAD), Haidara Aichata Alassane Cissé, Mountaga Tall (CNID-FYT), Choguel Kokalla Maiga (MPR), Cheick Keita (UDA), Hamed Sow (RTD), Oumar Ibrahim Touré (APR), Racine Seydou Thiam (CAP), Konimba Sidibé (Modec) ont également appelé à voter pour le candidat du Rassemblement pour le Mali.
Le 5 août, se conformant à l'accord signé en mai, la plate-forme de l’Alliance pour la République et la Démocratie (ARD) qui lie les partis membres pour le soutien au candidat du Front pour la défense de la république (FDR) le mieux placé pour le second tour, Modibo Sidibé apporte son soutien à Soumaïla Cissé pour le second tour. Jeamille Bittar et la direction de l'Adéma-Pasj, également membre du FDR, apportent leur soutien à Soumaïla Cissé, tout comme Tiébilé Dramé.
Niankoro Yeah Samaké, candidat du Parti pour l'action civique et patriotique (PACP) et Cheick Boucadry Traoré, candidat de la Convergence africaine pour le renouveau (CARE) ont déclaré ne pas donner de consigne de vote pour le second tour. La Convention Nationale pour une Afrique Solidaire (CNAS- Faso Hèrè) dont le candidat était Soumana Sako, déclare le 9 août inviter « tous leurs militants et sympathisants ainsi que l’ensemble de l’électorat à exercer leur libre choix pour le second tour en n’ayant à l’esprit que l’intérêt supérieur du Peuple (...) ».
Le lundi 12 août, Soumaïla Cissé reconnaît sa défaite avant la fin même des dépouillements et déclare qu'« [il est] allé le voir [Ibrahim Boubakar Keïta] pour le féliciter et lui souhaiter bonne chance pour le Mali ».
Les résultats officiels sont proclamés le 15 août 2013 : Keïta est élu avec 77,62 % des voix contre 22,38 % pour Cissé.